# Новосаратовская волость
Новосара́товская во́лость — одна из 17 волостей Петроградского (до 1914 года Санкт-Петербургского) уезда одноимённой губернии. Находилась на правом берегу Невы, напротив Александровской, Рыбацкой и Усть-Ижорской волостей. С юга граничила с правобережной частью Ижорской волости, с севера — с Полюстровской волостью, а с востока — с волостями Шлиссельбургского уезда. В современном административно-территориальном делении северная часть Новосаратовской волости относится к Невскому району Петербурга, а южная — к Всеволожскому району Ленинградской области.
Волостное правление находилось в Новосаратовской колонии.